# Erebia sthennyo
Erebia sthennyo ist eine Schmetterlingsart aus der Familie der Edelfalter (Nymphalidae).

## Merkmale
Erebia sthennyo ist Erebia pandrose sehr ähnlich. Seine Augenflecken auf der Vorderflügel-Oberseite sind näher am Außenrand. Die dunkle Diskallinie und Zellstriche fehlen oder sind kümmerlich. Auf der Vorderflügel-Unterseite fehlen die basalen und diskalen dunklen Linien oder sind kümmerlich. Die Hinterflügel-Unterseite des Männchens ist blass, fast einheitlich grau und ungezeichnet. Beim Weibchen ist sie graubraun, die Zeichnungen sind undeutlich oder fehlen. Die männlichen Genitalien unterscheiden sich nur gering, aber konstant.

## Verbreitung
Die Art kommt in Spanien und Frankreich in den Pyrenäen vor. In Spanien ist sie in den Mittel-Pyrenäen am Puerto de Portalet, Monte Perdido und Puerto de Benasque zu finden, in Frankreich vom Pic du Midi d’Ossau bis Pic du Midi de Bigorre und Luchon sowie von Port de Salau bis Andorra. Erebia sthennyo lebt in Höhenlagen über 1800 Meter. Die Weltnaturschutzunion stuft die Art als nicht gefährdet (least concern) mit stabilem Populationstrend ein.

## Lebensweise
Es wird eine Generation im Jahr gebildet, die von Ende Juni bis Anfang August fliegt. Der Lebensraum sind Hänge die mit Gras bewachsen sind und felsige Stellen aufweisen.

## Systematik
Erebia sthennyo wurde 1850 von Adolphe de Graslin beschrieben. Typenfundort ist die Umgebung von Bagnères-de-Bigorre in den französischen Pyrenäen.